# Bergasillas Bajera
Bergasillas Bajera – gmina w Hiszpanii, w prowincji La Rioja, w La Rioja, o powierzchni 9,7 km². W 2011 roku gmina liczyła 35 mieszkańców.